# پرواز شماره ۳۰۱ بریگنیر
پرواز شماره ۳۰۱ بریگنیر (به انگلیسی: Birgenair Flight 301) یک پرواز از پوئرتو پلاتا به مقصد فرانکفورت بود که با ۱۷۶ مسافر و ۱۳ خدمه بودند، در تاریخ ۶ فوریه ۱۹۹۶ دچار سانحه شد و ۱۸۹ نفر جان باختند.